# La Voyante (téléfilm)
Pour les articles homonymes, voir La Voyante.
La Voyante est un téléfilm français réalisé par Henri Helman d'après la pièce d’André Roussin.

## Synopsis
Véra Bellini, présidente du syndicat des thérapies paranormales, se bat pour que les guérisseurs, voyants et magnétiseurs soient reconnus par la médecine officielle. Célèbre voyante qui compte parmi ses clients des députés et des hauts fonctionnaires, Véra obtient le dépôt d'une proposition de loi en faveur de l'exercice des thérapies paranormales dans les hôpitaux sous contrôle médical. Mais ce projet met le feu aux poudres. Tous les coups sont permis entre les tenants des sciences exactes et les « charlatans » ! L'affrontement est tel qu'il va révéler un lourd secret dans la vie de Véra Bellini.

## Fiche technique
- Réalisation : Henri Helman
- Scénario : Jean-Louis Benoît, Henri Helman
- Dialoguiste : Jean-Louis Benoît, Henri Helman
- Auteur : André Roussin
- Genre : Comédie
- Société de production : Septembre Production
- Durée : 90 minutes
- Date de diffusion : 16 septembre 2014 sur France 3

## Distribution
- Line Renaud : Vera
- Laurent Malet : Michel Perrin
- Isabelle Renauld : Isabelle Perrin
- Armelle Lesniak : Mme Rose
- Noëlle Perna : La comtesse
- Biyouna : Yasmina
- Aymeric Caron : Paul
- Geoffrey Couët : Jérôme
- Julie de Bona : Claire
- Maeva Youbi : Lili
- Bernard Destouches : Chauffeur taxi
- Jean-Claude Baudracco : Germain Barembois, le sourcier de la Drôme
- Socrate (Le ARA) : Samba